# Sala Zitarrosa

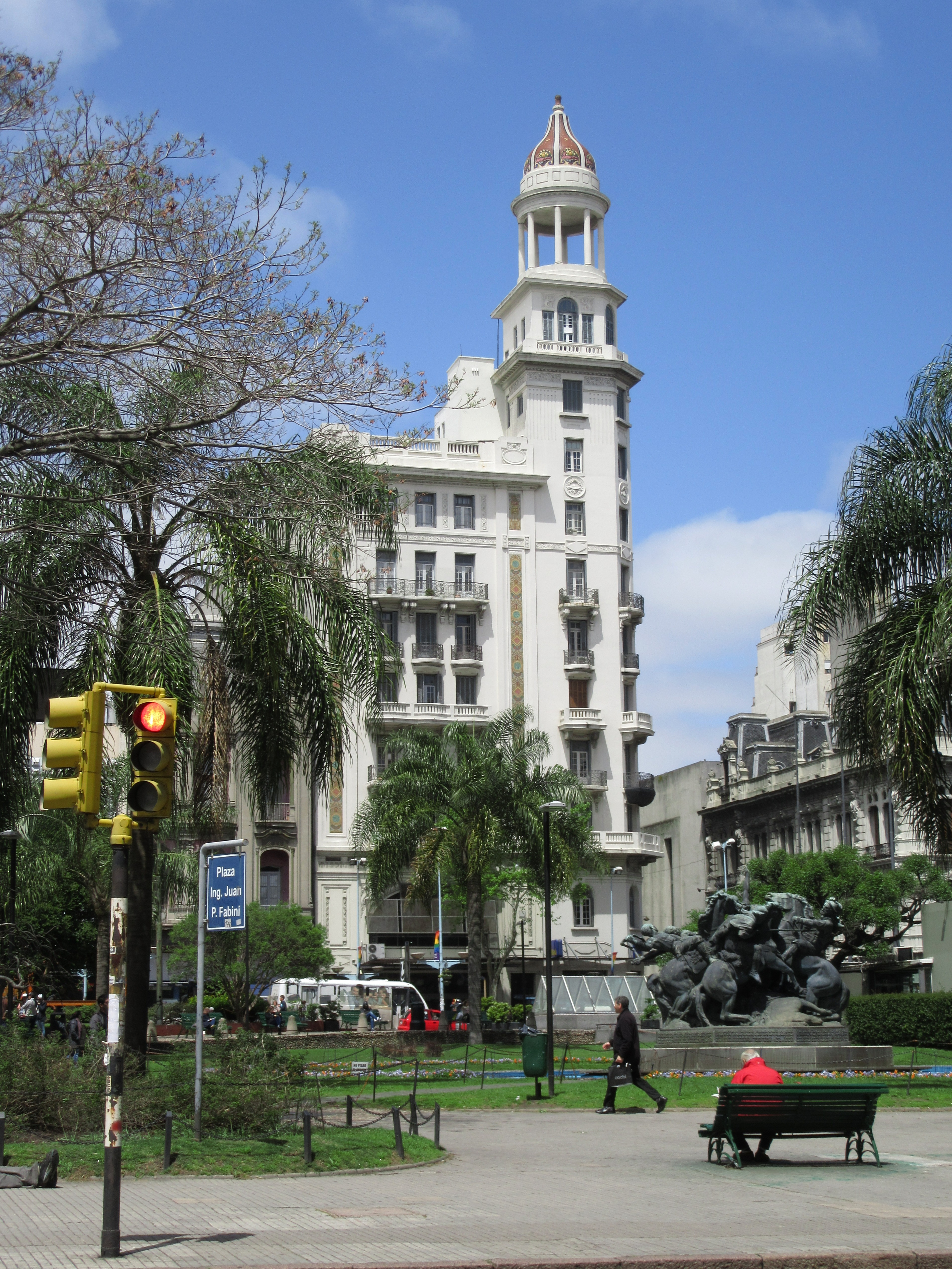
Edificio Rex

La Sala Zitarrosa es un espacio cultural de la ciudad de Montevideo.Ubicado en el histórico Palacio Rex, en el centro de Montevideo. 

## Historia

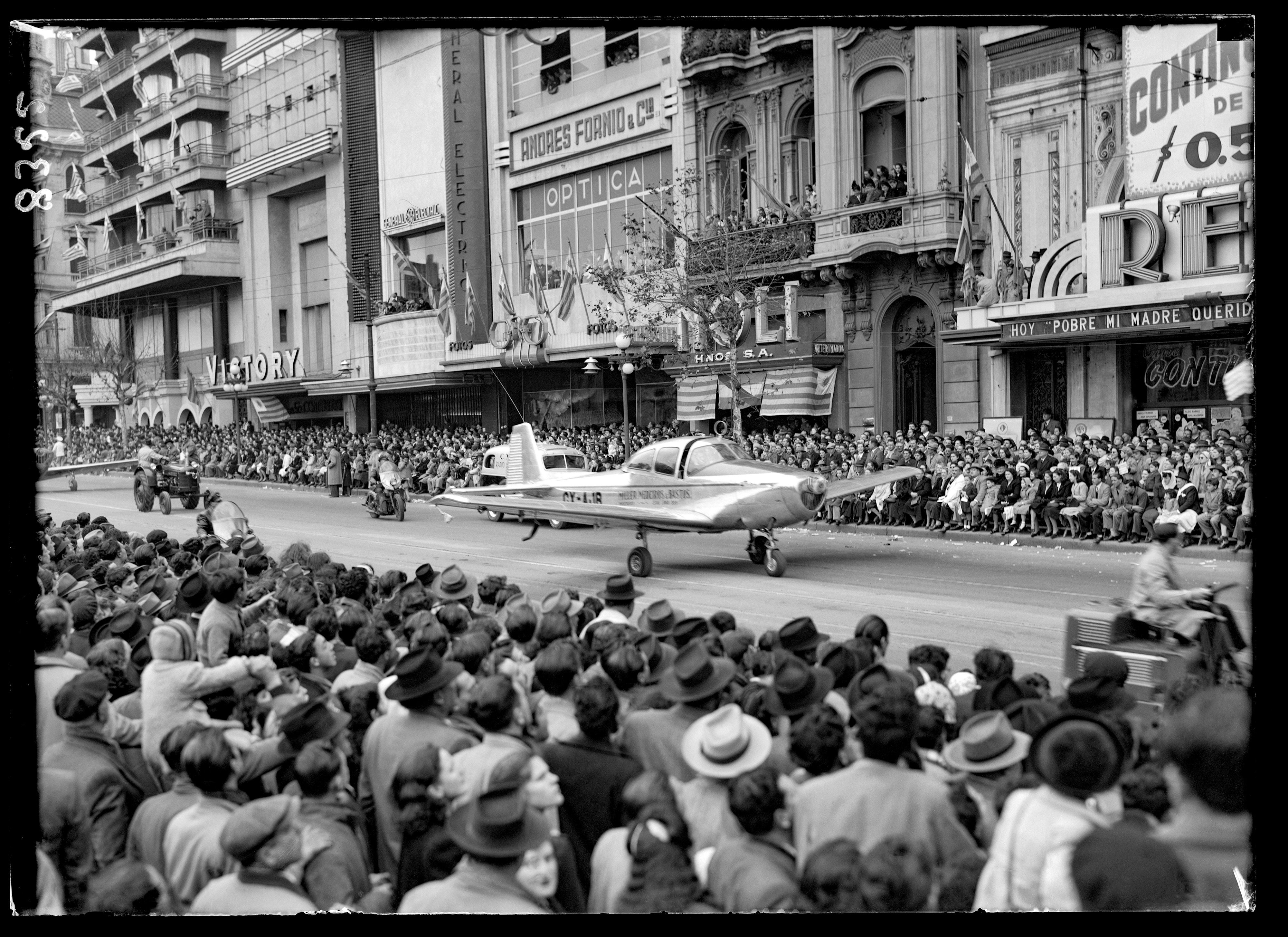
Vista del Cine Rex

En 1928 con la inauguración del Edificio Rex comenzó a funcionar en su planta baja el Cine Rex Theatre, diseñado por el arquitecto Alfredo Jones Brown y propiedad de la compañía Max Glücksmann, la cual operó también otras salas cinematográficas de la ciudad, como Trocadero y Gran Splendid. 
En los años ochenta el cine Rex dejó de funcionar y fue adquirido por la Intendencia de Montevideo quien decide convertirlo en una sala teatral. 

## Sala teatral
Con la adquisición del complejo por parte de la Intendencia de Montevideo comienzan las obras de restauración de la antigua sala cinematográfica las cuales estarían a cargo del arquitecto Conrado Pintos y con la dirección de la arquitecta Eneida de León.
La obra significaría acondicionar la sala y otorgarle una capacidad para 531 personas de las cuales, 391 en la platea y 140 en la tertulia.  En noviembre de 1999 es inaugurada la nueva sala a la cual se la denominaría como Sala Zitarrosa, en honor a Alfredo Zitarrosa.
Además de su capacidad, la sala esta equipada  con un moderno equipamiento de audio y luces, por otra parte, se conserva entre otras cosas, el gran vitral con la imagen del Dios Pan, a través del cual se obtiene iluminación para la primera planta de la sala.